# Nhâm Bật Thời
Nhậm Bật Thời (cũng đọc là Nhiệm Bật Thời) (Bính âm: 任弼时; sinh 30 tháng 4 năm 1904 – mất 27 tháng 10 năm 1950) quê ở Hồ Nam, ông là đảng viên Đảng Cộng sản Trung Quốc và là một trong những nhà lãnh đạo nổi bật nhất của Hồng Quân Trung Quốc. Ông bị chết vì xuất huyết não năm 1950.